# 山川彌千枝
- 山川 彌千枝[1]
- 山川 弥千枝[2]

山川 彌千枝（やまかわ やちえ、1918年〈大正7年〉1月8日 - 1933年〈昭和8年〉3月31日）は、日本の女学生。結核によって15歳で死去してのち、作文、童話、絵、日記などの遺稿が女流同人誌『火の鳥』で特集されて大きな反響を呼び、川端康成をはじめ、文壇の著名人らからも絶賛された。
この遺稿集は、1935年（昭和10年）に単行本『薔薇は生きてる』として刊行された。以後も様々な出版社から再版され、五十数版を重ねるベストセラーともなっている。

## 生涯

### 生い立ち
1918年（大正7年）1月8日、東京府東京市小石川区大塚町69番地（現・東京都文京区大塚）に生まれる。母は歌人の山川柳子（1883年〈明治16年〉2月13日 - 1976年〈昭和51年〉12月14日）、父はドイツで法律学を学び、のちに旧制第三高等学校でドイツ語教授を務めた山川幸雄。9人きょうだい（四男五女）の末子である。
山川家は代々土佐藩の典医を務めた家柄で、彌千枝の父方の祖父に当たる山川幸喜は、山内容堂の侍医、明治天皇の侍医を務めた人物で、彌千枝の出生時は開業医となっていた。稲垣（1987）は、「……明治・大正期の知的・経済的な水準から考えると、よほど恵まれた環境に生い立ったといえよう。のみならず、両親のかなり意識的な教育理念や情念に影響されたように思われる」とし、彌千枝の兄の幸世が新劇の演出家、駿雄が船乗り、健雄が造園家、益男が写真家となるなど、「……戦前の時代にそろって平凡な勤め人の道を選ばず、それぞれクリエイティブな、個性ある芸術家、または南米航路の乗組員といった生き方をしたのは、瞠目されてよいであろう。そのこと自体並々ならぬ家庭環境を反映していることを示している」としている。
柳子によれば彌千枝は「……大勢の中でワイワイと賑やかに広い家を駆けずり廻って育ちました。ヤンチャで、駄々っ子で甘えっ子でした。末っ子なるが故にいつまでも私の寝床の中へ這って来て、強い愛情をもってギュッと抱きついたりしました」という子供だった。
彌千枝が5歳であった1922年（大正11年）5月26日、父の幸雄が死去。山下（2004）は、幸雄は脳腫瘍だったとされているが実際は結核だったようであるとし、「とすれば、彌千枝の結核もおそらくこの父から感染したものと思われる」としている。彌千枝は「私は父様のなくなつた時の事を覚えてます。私は父様のおなくなりになつたあくる日でせう。父様のおやすみの所へ連れてゆかれました。父様は真青なお顔をしていらつしやいました。そして私は云ふに云はれない気持ちでした」と記している。
父の死後、関東大震災で多少の損害を被ったことや、父の死により広い家を持ちきれなくなったことから、母の柳子は大塚の家を手放して中野区桃園町に新しい家を買い、一家は引越すこととなった。ただしこの新居も、園遊会ができるような芝生を持つ広い家であったとされる。

### 学校生活
1924年（大正14年）、牛込区若松町の成城小学校に入学。3、4年生の頃から、父の残した多くの蔵書や兄姉たちの本など、大人向けの本を読み始めた。稲垣（1987）は彌千枝の小学校時代は、兄姉らが大学や高専に通学していたことから、「これらの姉兄たちのもたらす見聞も、好奇心の人一倍旺盛だった少女の感覚や知性をどれほどか活発に刺激したに違いない」としている。
1929年（昭和4年）、5年生（11歳）の夏休みに、千葉県の北条で行われた学校の臨海生活中、肺結核を発病し、39度の高熱を出して倒れる。やむなく休学し、療養生活を送ることとなった。療養は、同年12月から翌1930年（昭和5年）5月まで片瀬で、7月から9月末までは信州追分で、1931年（昭和6年）1月末からは再び片瀬にて続けられた。彌千枝は「春」という詩に「ねむくなる。／春の片瀬はねむくなる。／江の島の空は、うす桃色。／すゝきの株に青芽が出てる。」と書き記している。
そののち回復し、1931年（昭和6年）4月、1年遅れで吉祥寺の明星学園女学部に進学。結果として明星学園には1ヶ月しか通えなかったが、その間に佐々木孝丸の娘である佐々木文枝（後に佐々木踏絵の名で女優となり、千秋実と結婚する）と友人となる。交友のきっかけは、兄の幸世が演劇の関係で佐々木と親しく、彌千枝に佐々木の長女の文枝のことを伝えていたことであった。
文枝は、「入学式の時、やちえさんはとても嬉しさうにニコ／＼して居た。赤いほつぺたをしてさも愉快さうだつた。それから五月のバザーまで毎日々々がそれは楽しかつた」と記している。また柳子も、「やちえは、朝々どんなに喜び勇んで出かけた事か、毎朝毎朝お荷物をととのえる事の楽しさ、おべんとうを持つ事のたのしさ、ランドセルの程よい重さを肩に負う楽しさ、実にさっそうと出かけて行った。そして元気に「只今」の声を響かしては帰って来たものであった」と述懐している。
彌千枝と文枝は共に下校したり、遊んだりするようになった。下校時に井の頭公園を通る際、彌千枝は「今日はこっちへ回ってみよう、明日はまた別の道を行こう」といった風に毎日通り道を変えていたという。吉祥寺から中野までの電車内では、任意の人物を片方が想定し、イエス、ノーで答える質問で当てるという「イエス・ノー」の遊びをしていた。
5月17日に学校でバザーがあった。来校した柳子は彌千枝が食堂係であることを初めて知り、「働く事はまだ早い。先生にお断りしてじっとしていらっしゃい」と言ったが、彌千枝はやはり働きたい様子であったという。二人は食堂で、共に寿司やカルピス、みつ豆などを食べたが、その帰りに彌千枝は再度発熱。当初はただの発熱と思われていたが、以来死去までの2年間、回復することなく病床生活を送ることとなった。

### 病床生活
結核の再発により、学校生活は1ヶ月で中断。5月18日から彌千枝は学校を休み始め、文枝ら友人は代わる代わる手紙を出した。夏休みになっても寝ている彌千枝に、文枝が犬かきを覚えたことを話すと、羨ましそうに「いゝわね、私、浮くことすら出来ないのよ」と言ったという。
見舞に訪れた文枝は彌千枝に対し、健康な友人と対するように話したり笑ったりし、出されたものも残さず食べたが、そのことが彌千枝をいたく喜ばせたとされる。彌千枝は文枝にはノートに描かれた絵を見せ、「これ可愛いゝでせう」と言うこともあったが、感想文は見せず、「作文てどうしても百点もらへないのね、もうせん家で先生にみせてた時いくらよく書いても八十点か九十点、やんなつちやつた」と言っていた。文枝は「この時分だらう頻りに色々と書いてたのは。でも私一寸も知らなかつた、やちえさんはまるで絵と日記と手紙をかいて、本を読んで、お人形や壁掛を作ることしかない様だつたから」と記している。文枝とは文通も重ねており、文枝は父の孝丸から、彌千枝から貰ったスケッチ入りの書簡を「これは、あんまりいい、面白い手紙だから取つておきなさい」と言われて保存しており、のちに『薔薇は生きてる』にも収録された。
兄姉たちは日常的に明るく彌千枝に接しようとしていた。母の指導で彌千枝を編集長格にし、兄姉たちと母の柳子が原稿を集めて編纂する「きょうだい雑誌」の試みもあった。彌千枝は1933年（昭和8年）3月15日の日記に、「兄弟雑誌の原稿が大分集つまつて嬉しくてせうがない。たゞすこしきゆうくつな本が出来るやうな気がするけど」と記している。
病床でも彌千枝は多くの本を読んでおり、外国の作家はトーマス・マン、アプトン・シンクレア、アンリ・バルビュス、ハーバート・ジョージ・ウェルズ、アンドレ・ジッド、ジェーン・オースティン、フョードル・ドストエフスキー、セオドア・ドライサー、トーマス・ハーディ、アントン・チェーホフ、ウォルター・スコット、エリーザ・オルゼシュコ、イワン・ツルゲーネフ、エミール・ゾラ、ヘンリク・シェンキェヴィチ、レフ・トルストイ、シャルル＝ルイ・フィリップ、ニコライ・ゴーゴリ、日本の作家は坪内逍遙、夏目漱石、大佛次郎、芥川龍之介、羽仁もと子、細井和喜藏などを読んでいた。山下（2004）は外国作家の多さについて、円本流行間もない頃であることやその顔ぶれから、家に世界文学の円本全集があったためではないかと推測している。
また、病床では短歌の制作も行い、初めは通常の文語調であったのが、次第に斬新な口語短歌へと変わっていった。彌千枝が歌作をするようになったのは、柳子が佐佐木信綱に師事していたためであったとされる。1932年（昭和7年）3月17日の日記には、「母様が和歌を、本気になつてやりなさいとおつしやつた。又、佐々木先生が心の花に出して下さるとおつしやるから作りなさいと云はれた。なんだか恥しくて嬉しいような、変な気がした」との記述がある。『心の花』は佐佐木が1898年（明治31年）に創刊した歌誌で、彌千枝の歌も実際に時々、佐佐木の好意で掲載されたという。『薔薇は生きてる』に掲載された短歌について、柳子は「余り気を入れたとは思いませんでしたが種々の帳面に書きちらしてあったものをまとめました」としている。
作品には、『薔薇は生きてる』の由来になった歌のほか、「ベツトを窓ぎはに寄せて空を見た、私は空の大きいのを忘れてゐた」「窓際で見た空のひろさ、ああ私は空の全部を見たい」「どこまでも空を見ながら馳けていつた、なんていいきもち、でもゆめだつた」といった、病室から望んだ空を詠んだものなどがある。彌千枝による口語短歌について、稲垣（1987）は、同時代は前田夕暮らにより自由律新短歌が提唱されるなど、口語短歌が一般的なものとなってきた時期であることの影響を指摘している。

### 死去
1932年（昭和7年）夏には腹膜炎を併発し、以来めっきり食事が取れなくなり、痩せて青白くなっていった。同時に精神的な疲労も現れ始め、それまでは常に楽しげに希望を持っていたのが不安を持ち始めたことを日記に記している。しかし母を悲しませることを恐れて、最後まで日記は柳子には見せなかったため、柳子は「愚なる母は、やちえの表面のみを眺めて、やちえは朗かだと喜んでいた」としている。同年暮れ頃からは頻りに寂しがるようになり、「誰か来ればいい」「佐々木さん来ないかなあ」「お友達が来たらどんなに嬉しいでしょ」と頻繁に口にするようになった。
1933年（昭和8年）に入ってからも1月、2月と次第に痩せていき、神経が過敏になり、人を懐かしがるようになった。毎夜眠る前に「淋しい」と言ったが、窓を開け広げていたために氷点下の冷気であった彌千枝の部屋に、喉を痛めやすい柳子は同床することはできなかった。柳子は「が、なぜ寝てやらなかったかと今日後悔の苦しみを味わっている」と彌千枝の死後に記している。
3月30日、朝には食欲があったが、午後4時に看護婦から肉汁を飲ませてもらった際、大変にむせて苦しがった。母の柳子はこの日の日記に「藤本、黒川、松島先生来診、十日か二週間と宣告さる」と記している。彌千枝は医師の松島に「どうしたらなおるの」「早くなおして」「先生達やっと今胸が苦しいの、わかったのね」と言った。
3月31日、午前5時頃に容態が急変し、やつれた顔で「もういやっ」と言った。この言葉について柳子は「……堪えに堪えて来たやちえが、初めてさらけ出した本音だったのだ」と記している。午後0時頃に知人の矢熊が訪れると「また、なおったら来て頂戴」とゼイゼイしながら言ったが、午後2時40分に死去。死の直前に水瓜が食べたいと言い出したため、姉の春子が神田の「万惣」まで探しに行って買ってきたが、臨終には間に合わなかったともされる。柳子は日記に、来られるだけの人々が集まって棺に彌千枝を入れたとし、「生れて初めて化粧したる顔、花嫁の如し」と記している。
彌千枝は、山川家の菩提寺である護国寺に埋葬された。彌千枝は4歳の頃に母方の祖父を失ったときに女中と共に護国寺を訪れており、その際に深い穴を指して女中が、祖父はその中に永遠に眠りを納めると説明したのを受けて、翌年の5歳のときに父が死去した際、父が同じ深い穴の中に入れられることを、限りなく恐れていたという。柳子は「私の末子のやちえ、父無しに育ったやちえ、あんなにも母をしたっていたやちえは、恐ろしがった墓石の下にたった一人ではいっていった」と記している。

## 薔薇は生きてる

### 刊行まで
死後間もなく、佐佐木信綱や村岡花子らにより、追悼集『幼き影』が編纂された。更に6月には、柳子の所属していた女流同人誌『火の鳥』にて、ほぼ全てのページに渡って、彌千枝の遺稿が掲載された。これは小学校時代からの作文、童話、絵、日記などを集めたもので、15歳の無名の少女としては、異例の扱いであった。
『火の鳥』は1928年（昭和3年）に創刊された女性だけの文芸雑誌で、柳子と東京女子高等師範学校附属高等女学校で同級だった竹島きみ子（渡邊とめ子）が発行人を務めていた。本誌の同人の村岡花子は、「全誌面を唯一人の少女の綴方に提供するといふ英断（？）を行つたのは、渡邊とめ子さんであり、彼女は『火の鳥』の創設者であつた」としている。きみ子、花子のほか、同じく同人である片山廣子、栗原潔子、村岡花子、小山いと子、小金井素子、辻村もと子、瀧澤文子らも、彌千枝の死去を知ると、その遺稿を『火の鳥』で特集するために協力し、長文の批評を載せた。本号は、竹島きみ子の「序詩」と柳子の「母の日記」「遺稿集の後へ」を除いて、全てが彌千枝の小品・歌・日記・手紙という構成で、これらを一括して「薔薇は生きてる」という題名が付けられた。この題名は、彌千枝が詠んだ以下の短歌から採られたものである。
この特集への反響は絶大で、川端康成、前田夕暮、網野菊、青野季吉、中里恒子、木村毅など多くの人々によって絶賛された。『書物展望』9月号は、「いまもむかしも、文学もの雑誌の不況に変りはない。（中略）ところが女流の文学雑誌火の鳥の六月号が馬鹿に売れたのだ。初版は勿論、再版まで売切れ、その上にまだ注文が重なつてゐると言ふのである。これは山川彌千枝子と言ふ文学少女の遺稿集で、十四歳で幽明を異にするまでの雅純な作品を収載したものだ。つまり早熟な一少女の感想集に過ぎないのである。だが誰が何と言はうと売れたんだから仕方が無い」と報じている。
1935年（昭和10年）9月には、函入りの単行本『薔薇は生きてる』として沙羅書店より刊行された。1939年（昭和14年）には甲鳥書林からも刊行され、1941年（昭和16年）の時点で58版を重ねている。また、第二次世界大戦終結後の1947年（昭和22年）にも、中原淳一の装画によりヒマワリ社から再販されている。
母の柳子は1939年（昭和14年）の甲鳥書林版に寄せた「十余年を経て」で、「益男が逝って今日はちょうど七日目です。哀傷と疲労と痛恨とに乱れた頭で、何が書けるでしょう」としつつ、「三十歳になったやちえは、この少女の日の手記をまたまた公開される事をきっとかなわないと思うでありましょう。けれど私は、うれしいのです。ばらは生きてるということを今ほど強くよろこびをもって感じた事はありませぬ。私はこの本の出版について、こうしたよろこびをもって、悲痛の中に感謝しているのであります」と記している。また、最後に文章を寄せた1955年（昭和30年）の四季社版では、「この厭な病気が世界から消え失せ、一体この少女は本当にこんなに苦しんで死んだのかと不思議に思われるようになる時代が、何とか早く来ないものでしょうか。もう、やちえが逝って二十年余の歳月が経ちました」とあとがきを結んでいる。
1987年（昭和62年）に『定本・薔薇は生きてる』（創樹社）を編纂した稲垣真美は、1944年（昭和19年）に甲鳥書林版を古書で入手して強く惹きつけられたとしているが、当時は既に「もはや刊行も増刷も期待されない絶版同様の本」となっていたとしている。戦後になって稲垣は彌千枝の兄である幸世と関わりがあり、山川家の人々とも知り合うこととなった。また別の機会に偶然、佐々木文枝とも知り合ったため、創樹社版の編纂に当たっては文枝からも詳しく当時の状況を尋ねたが、「山川弥千枝の死後五十四年を経ているにもかかわらず、文枝夫人の記憶は昨日のことのように鮮明で、まるで十三、四の故人がいまも目の前に躍動するごとく回想が披瀝された」という。

### 影響
川端康成は、「西村アヤ氏の「青い魚」とか、石丸夏子氏の「子供の創作と生活指導」とか、「山川彌千枝遺稿集」（火の鳥六月号）とか、その他早熟の少年少女の文集は、私が常に机辺から離したくない本である。彼女らの心の早熟は、必ずしもめでたくはない。しかし、その早熟の才能は時に子供の露出となって、私の想像を生き生きとさせる。その幼稚な単純さが、私に与えるものは、実に広大で複雑である。まことに天地の生命に通ずる近道である」と述べている。また、川端が1933年（昭和8年）7月に『改造』に発表した短編小説「禽獣」の結尾には、以下のような記述があるが、これは彌千枝の遺稿集のことである。
菊池寛は、「「火の鳥」の六月号は、山川彌千枝という十六で死んだ少女の絵と文章の遺稿集である。断片的なものばかりであるが、読んでいて哀惜の情が、しきりに起こるのは、天才的なひらめきが、至る所に見えるからだろう」と評している。
青野季吉は、「われわれの年配になると、どんな文章にも無条件に打たれるなどということは、めったにないものであるが、十四でなくなったこの天才少女の遺稿には、私は無条件に打たれて、あたかも初めて文字を知って、初めて文章を読んだかのようであった。これは決して誇張ではない」と述べている。
吉屋信子は、「日本にこの一少女があったことは、日本の女の心や才能や感覚の標準の高さを、示したものと心からうれしく、そして夭逝のこのすぐれて小さいお嬢さんへ感傷的の気持ちで読みました。これは豊田正子さんの少女の筆の才能と、またちがった環境感覚と、少女のうるわしさ、匂わしさにおいていつまでも、尊敬される本、愛さるべき著書と信じます」と述べている。
村岡花子は、「一体、私たち大人は余りに自負心が強くて、子供のこと、それも、自分の子供のことになつたならなほ更のこと、何もかも分つてゐるやうな気がしてゐますが、今、この彌千枝さんの心の扉を開いて、子供の世界を見せつけられた私たちは、大人の浅はかさ、気のよさ、を笑はれてゐるやうな気さへして、呆然としてしまひます」「ゆたかな天分を病弱な肉体に宿してゐた少女が如何に病苦と闘つたか、それは一篇の哀恨史であります。これはいつの日までも文壇に遺されていゝ文献だと私は信じて居ります」と評している。
木村毅は、「この少女は十六歳で死んだ。小学校の時からの作文、童謡、絵、日記などを集めたものだが、無邪気で、虚心で、その中に宝石のように天才的なものがひらめいている。早熟ではあるが、しかし決してグロテスク味はみじんもない」「健全なる精神は健全なる身体に宿るというのは、この書をよんでいると、まさにうそのような気がする。マリィ・パシュキルツェフの日記は十四歳からはじまっているが、この書は年齢上その前衛をなすもので「琥珀に封ぜられし昆虫」の如く、準古典の位置に列せられて、永久に愛読者を絶たないであろう」と述べている。
高見順は1958年（昭和33年）の『昭和文学盛衰史』で、「私はその頃、その世評は耳にしていたけれど、子供の作文と軽んじて手にとらなかつたので、今度初めて読んだのだが、終戦後、山川彌千枝と同じ胸の病いに倒れた私には、「子供の作文」というハンディキャップなしに、じかに身にしみるものがあつた」と記している。
山下武は、「既製文壇に捉われない口語調の奔放な彼女の歌は、水々しい感性と画才に恵まれた色彩感が相俟って、そこに独自の境地を開いただけではなかった。短歌に限らず、彌千枝の作品がその遺稿集を繙く者すべてに愛されたのは、なによりも彼女の明るい性格と自由な文章表現によるところが大きい。それは少女期特有の芳醇な詩情と天衣無縫の文体を生んだものである」と述べている。
小山清は、「年少の少女の手記としては、ほぼ同じ頃に刊行された豊田正子の『綴方教室』とは、対照的な性質のものである。『綴方教室』の場合は、大木先生のような良い指導者があって、早期の綴方教育が成功した稀な例であろう。それに比べると、『薔薇は生きてる』は、子供の自由画に見るような瑞々しさがある。私は『綴方教室』も愛読したが、どちらかといえば、一人の少女の心の世界を親しくひろげて見せてくれたような、この本の方に心をひかれた」「彼女の書いたものはどれも断片的なものであるが、いかにも真情が直叙されていて、物書くその事が病床にある彼女自身を慰めたであろう以上に、私達に親しく少女の心の世界に触れる喜びを与えてくれるのである。まだ年のいかない少女の筆のすさびが、これほどの新鮮を伝えるのも、そこに心情と技倆の見事な調和が見られるからであろう」と称賛している。

### 書誌情報
- 「火の鳥」（山川彌千枝遺稿集）1933年6月1日、第7巻第6号。
- 山川柳子編『薔薇は生きてる』（1935年、沙羅書店）
- 山川柳子編『薔薇は生きてる』（1939年、甲鳥書林）
- 『薔薇は生きてる』〈ひまわり・らいぶらり〉（1947年、ヒマワリ社） - 編纂者名なし。
- 『薔薇は生きてる』（1948年、能楽書林） - 編纂者名なし。
- 『薔薇は生きてる』〈みみずく新書〉（1955年、四季社） - 編纂者名なし。
- 『薔薇は生きてる』（1956年、美和書院） - 編纂者名なし。
- 『薔薇は生きてる』〈抒情選書〉（1966年、久保書店） - 編纂者名なし。
- 稲垣真美編『定本・薔薇は生きてる』（1987年、創樹社）[注 5]
- 『薔薇は生きてる』（2008年、創英社）